# 中山丹治郎
中山 丹治郎（なかやま たんじろう、1853年（嘉永6年1月）- 1900年（明治33年）12月4日）は、明治期の弁護士、政治家。衆議院議員、栃木県会議長、宇都宮市会議長。

## 経歴
下野国都賀郡、のちの栃木県下都賀郡石橋町（現下野市）で、松兵衛の長男として生まれる。法律学を修めた。17歳で家督を相続し、戸長、土地実地測量委員などを務めた。1879年（明治12年）代言人（弁護士）免許状を取得し、宇都宮江野町で開業した。
自由民権運動に加わり、新井章吾、塩田奥造らと国会開設運動、反三島闘争などを進めた。1884年（明治17年）加波山事件では関係者として一時拘引されたが、釈放後、容疑者の弁護人となった。1887年（明治20年）条約改正反対運動に加わり、保安条例違反で皇居三里外に退去を命じられた。
1888年（明治21年）栃木県会議員に選出され5期在任し、同副議長、同議長、栃木県教育諮問会員なども務めた。その他、町村連合会議員、宇都宮町会議員、宇都宮市会議員、同議長、所得税調査委員などにも在任した。
星亨の辞職に伴い1897年（明治30年）1月に実施された第4回衆議院議員総選挙栃木県第1区補欠選挙で当選し、自由党に所属して衆議院議員に1期在任した。